# Cathédrale Saint-Michel-et-Saint-Gabriel de Požarevac
La cathédrale Saint-Michel-et-Saint-Gabriel de Požarevac (en serbe cyrillique : Саборна црква Св. Арханђела Михаила и Гаврила у Пожаревцу ; en serbe latin : Saborna crkva Sv. Arhanđela Mihaila i Gavrila u Požarevcu) est une cathédrale serbe, de rite orthodoxe serbe, située à Požarevac, dans le district de Braničevo en Serbie. Elle est inscrite sur la liste des monuments culturels protégés de la République de Serbie (no SK 1719).
La cathédrale est le siège de l'éparchie de Braničevo.

## Présentation
L'église a été construite en 1819 à l'initiative du prince Miloš Obrenović dans la partie de la ville appelée Gornja mala. D'abord dédiée à la Descente du Saint Esprit et à la Sainte Trinité, elle a changé de dédicace dans les années 1830. L'église constitue l'un des exemples les plus importants des changements architecturaux qui s'opèrent en Serbie dans la période de sa libération vis-à-vis de l'Empire ottoman.
Elle s'inscrit dans un plan tréflé avec une abside dans la zone de l'autel et deux absidioles latérales qui sont polygonales à l'extérieur et demi-circulaires à l'intérieur. L'espace intérieur est subdivisé en trois parties : la zone de l'autel, la nef et un narthex. Les murs sont construits en pierres et en briques et sont enduits de mortier à l'extérieur. Le clocher a été érigé en 1856 dans la partie occidentale de l'édifice ; le portail occidental, massif, date de 1936 et, dans la lunette au-dessus la porte, se trouve une représentation de L'Hospitalité d'Abraham.
À l'intérieur, les fresques ont été réalisées en 1852 par Milija et van Marković tandis que les travaux sur l'iconostase ont été poursuivis en 1870 par Nikola Marković ; cette iconostase en bois sculpté et dorée abrite vingt-cinq icônes. Le long du mur sud de la nef se trouvent le trône de l'archiprêtre et le trône royal avec des représentations de saint Sava et de saint Stefan Dečanski tandis que le long du mur nord se trouve le trône de la Mère de Dieu avec une représentation de La Mère de Dieu avec le Christ. L'église abrite aussi un ensemble de quatorze icônes dues à Janja Moler qui représente un exemple précieux de la peinture de la première moitié du XIXe siècle ; on y trouve également un grand nombre d'objets, de vêtements et de livres liturgiques ainsi que du mobilier.